# علم الروائح
علم الأروماكولوجيا (أو علم الروائح)؛ هو دراسة تأثير الروائح في سلوك الإنسان، وفحص العلاقة بين المشاعر والعواطف. أولئك الذين يمارسون علم الأروماكولوجيا هم مختصون في علم الروائح. يحلل مختصو الروائح العواطف -مثل: الاسترخاء، والبهجة، والشهوانية، والسعادة، والرفاهية- الناتجة عن الروائح، التي تحفز المسارات الشمية في الدماغ، وخصوصًا الجهاز الحوفي (أو الطرفي). يُعتقد أن لدى من يرتدونها استجابات فسيولوجية ونفسية فريدة للروائح، خاصة تلك التي لم يجري تصنيعها صناعيًا، ولكنها تعتمد على الروائح الحقيقية.
كلمة «أروماكولوجي» مشتقة من «رائحة» و«علم النفس الفيزيائي»، وهذا الأخير هو دراسة الرائحة.  صيغ هذا المصطلح في عام 1989 من قِبل ما يعرف الآن بمعهد حاسة الشم (SSI)، أحد أقسام مؤسسة العطور. تُعرِّف مباحث أمن الدولة علم الروائح بأنه «مفهوم يعتمد على بيانات علمية منهجية جرى جمعها في ظل ظروف خاضعة للرقابة». يُعرَّف المصطلح بأنه التأثير الملحوظ علميًا للرائحة في العواطف والحالات المزاجية.  يستخدم المستهلكون علم الآثار للتخفيف من ضغوط الوقت، وللاسترخاء أو التحفيز، وبوصفها مكونًا من عناصر الأنشطة الأخرى، التي تولّد الشعور بالراحة.
على الرغم من أن بعض النباتات معروفة من طريق الدراسات في العلاج بالروائح بأن لها تأثيرات محفزة أو تساعد على الاسترخاء، فإن البحث عن نطاقات أوسع للتطبيق للأغراض العلاجية لا تزال في مرحلة مبكرة. يرغب مُحِبو علم العطور في معرفة كيفية انتقال التأثيرات النفسية من الرائحة إلى الدماغ، وكذلك كيف يمكن أن تحدث التأثيرات السلوكية الإيجابية من طريق الرائحة.  لاحظت ماريا ليس باشين -مؤلفة كتاب Aromatherapy Science: دليل لمتخصصي الرعاية الصحية- وجود تداخل بين أهداف العلاج بالروائح وأهداف علم العطور. ورغم هذا التداخل الواضح، يعتقد المؤلفون الأكاديميون أنها فروع متميزة للبحث والتطبيق، ولكل منها طرائقه وتوجهاته البحثية الخاصة.
تتمثل أهداف علم الروائح في «دراسة العلاقة المتبادلة بين علم النفس وأحدث تقنيات العطور ونقل مجموعة متنوعة من المشاعر المحددة (مثل: الاسترخاء، والبهجة، والشهوانية، والسعادة، والإنجاز) من طريق الرائحة إلى الدماغ مباشرةً».

## العلاج بالروائح مقابل علم الروائح
يعود تاريخ العلاج بالروائح إلى مصر القديمة. إذ استخدم الناس لسنوات الزيوت الأساسية لعلاج صحتهم النفسية والجسدية.  في مصر القديمة، استخدم الناس الزيوت الأساسية لمستحضرات التجميل والمنتجات الطبية.  استخدمت الحضارات من جميع أنحاء العالم أيضًا العلاج بالروائح لأغراض علاجية. يعود مصطلح العلاج بالروائح إلى القرن العشرين عندما أعاد الكيميائي الفرنسي جان موريس جاتيفوس اكتشاف القوى العلاجية لزيت اللافندر الأساسي من طريق محاولة تخفيف الحروق الشديدة. يتطلب العلاج بالروائح دمج الزيوت الأساسية والأساسيات النباتية من أجل عملية علاجية وشاملة تضمن رفاهية العقل والجسم.
من ناحية أخرى، Aromachology هو مصطلح مؤسسة العطر ومعهد حاسة الشم، ومقرهما في نيويورك، وقد جرى تخصيصهما في عام 1989، للاهتمام بشأن العطور وسلوك النفس بسبب الروائح. علم الروائح هو علم جديد نسبيًا يستكشف المشاعر الإيجابية التي تسببها الروائح بعيدًا عن أي عملية روحانية أو علاجية.  يشمل المصطلح أيضًا الروائح الطبيعية والاصطناعية. أحيانًا ما تخطئ الشركات مصطلح أروماكولوجيا (علم الروائح) بعدة مصطلحات أخرى، مثل: «الزيوت الأساسية» أو «العلاج العطري» بوصفها عبارات تسويقية. لا ينبغي أن يجري تصنيف المنتجات بخلاف علم الروائح لأنها لا تقدم مزايا علاجية أو روحانية.

## علم العطور والسلوك البشري
أُجريت دراسات لإثبات أن تلك الأجزاء من الدماغ التي تتحكم في اليقظة والتركيز يمكن أن تتأثر سلبًا أو إيجابًا بالمواد الشمية المستخدمة.  عززت رائحة الياسمين في غرفة الاختبار المهارات المعرفية لحل المشكلة للمشاركين، وأدت أيضًا إلى إظهار المزيد من الاهتمام والتحفيز للمهمة المطروحة. وثبت أن مزيجًا من زيت الأوكالبتوس وزيت النعناع والإيثانول يحسن الأداء المعرفي، وبعد مهمة رتيبة مرهقة، أظهر المشاركون التجريبيون دافعًا أكبر بعد تعرضهم لمزيج من النعناع والبرغموت وخشب الصندل والخزامى.
قامت مجلة جمعية كيميائيي التجميل في اليابان عام 1992، بإجراء دراسة لإظهار كيف يتصرف البشر بناءً على الرائحة التي يتعرضون لها. في الدراسة، تحققوا من تأثير الرائحة في أنماط الاستجابة القلبية على البشر خلال فترة نموذج من محفزين في مهمة رد فعل بسيطة. خلال التجربة كانت التغييرات في نمط الاستجابة القلبية واضحة، وكان تباطؤ معدل ضربات القلب يعكس عملية الترقب أو الانتباه. إذ وفروا التحفيز الشمي للأشخاص عينات هواء عطرية مختلفة مع فترة راحة مدتها 5 ثوانٍ، تليها فترة تحفيز شمية مدتها 20 ثانية. وخلص إلى أن رائحة الليمون، التي يُعتقد تقليديًا أنها محفزة، كان لها تأثير في تنشيط عملية الترقب أو الانتباه. كان تأثير تنشيط عملية الترقب أو الانتباه أقوى عندما كانت شدة الرائحة أكثر تركيزًا.  من ناحية أخرى، كان يُعتقد في البداية أن رائحة الورد مهدئة، وكان لها تأثير في قمع هذه العملية.

## آليات العمل
عندما تنشط الروائح مسارات الشم التي تؤدي إلى الجزء الحوفي من الدماغ، فإنها تؤدي إلى إطلاق النواقل العصبية، التي تؤثر في الدماغ والحالة العقلية للفرد بطرائق عدة. لا يمكن حجب المنبهات المنقولة إلى الجهاز الحوفي بنحو واع، لذا فإن كل منبهات حاسة الشم تؤثر في عواطفنا. [بحاجة لمصدر] لم تُدرس الرائحة بعمق، مثل الرؤية والسمع. المخ قادر على معالجة الاختلافات الطفيفة في حاسة الشم، وقد تستمر حاسة الشم في فترة الشيخوخة، وتبقى لفترة أطول من البصر والسمع.